# 仕入
仕入（しいれ）とは、消費者や小売業者、卸売業者などへ販売したり製品化する目的で商品・材料などをメーカー、卸売業者から購入すること。また、簿記・経理用語として勘定科目の一つで、勘定科目の5要素では費用に属する。通常物品を購入した場合には借方に「仕入」として仕訳され、反対勘定には掛による仕入れの場合は「買掛金」、現金による購入の場合には「現金」勘定に仕訳される。

## 概要
商品や材料を調達する行為、およびその価格を指す。会計では、主要な勘定科目のひとつで、通常借方勘定となる。日常の仕訳では「仕入」と表現されるが、損益計算書上は「当期商品仕入高」と表記される。決算整理後の「仕入」は、前期繰越商品が加算され、当期繰越商品が減算されているため、商品仕入高と異なる。
通常商品の仕入は売上原価に計上され、製品を生産する目的の原材料の仕入については製造原価に計上される。また、仕入れにかかる運送料などの費用は購入費とともに仕入れに計上されるのが一般的。
例えば、不動産会社が主たる事業で販売目的で土地・建物などの不動産を購入した場合には、仕入勘定で処理をするが、一般の法人や個人が、自己使用目的で購入した土地・建物を転売した場合は、購入代金は、仕入には計上できない。
仕入後の商品は販売までは、資産とみなされ、決算期には棚卸資産として貸借対照表に計上される。また決算整理時に、費用収益対応の原則の要請により、売上原価として算定し直される。